# Copa de Honor MCBA 1916
La Copa de Honor MCBA 1916 fue la decimoprimera edición de este torneo oficial que se disputó en el fútbol argentino. Participaron en ella todos los clubes pertenecientes a la Primera División y equipos invitados provenientes de Rosario. El Rosario Central se consagró campeón al vencer en la final al Independiente por 1 a 0.

## Sistema de disputa
Se jugó por eliminación directa a un solo partido. En caso de empate se disputaba una prórroga de 30 minutos, o en su defecto, un segundo encuentro tres días más tarde. Todos los partidos eran disputados en sede neutral.

## Equipos
| Equipo                  | Ciudad            |
| ----------------------- | ----------------- |
| Argentino de Quilmes    | Quilmes           |
| Atlanta                 | Buenos Aires      |
| Banfield                | Banfield          |
| Boca Juniors            | Buenos Aires      |
| Central Córdoba         | Rosario           |
| Estudiantes             | Buenos Aires      |
| Estudiantes             | La Plata          |
| Estudiantil Porteño     | Buenos Aires      |
| Ferro Carril Oeste      | Buenos Aires      |
| Gimnasia y Esgrima (BA) | Buenos Aires      |
| Gimnasia y Esgrima (LP) | La Plata          |
| Columbian               | Buenos Aires      |
| Huracán                 | Buenos Aires      |
| Independiente           | Avellaneda        |
| Platense                | Buenos Aires      |
| Porteño                 | Buenos Aires      |
| Quilmes                 | Quilmes           |
| Racing Club             | Avellaneda        |
| River Plate             | Buenos Aires      |
| Rosario Central         | Rosario           |
| San Isidro              | San Isidro        |
| San Lorenzo             | Buenos Aires      |
| Tigre                   | Rincón de Milberg |

## Desarrollo

### Rosario Central
El derrotero canalla comenzó con un encuentro significativo: el clásico ante Newell's. Este encuentro continuó con la buena racha centralista, ya que derrotó 8-0 a Newell's. José Laiolo en tres ocasiones, Antonio Blanco y Ennis Hayes en dos oportunidades cada uno, y Fidel Ramírez marcaron los goles. El árbitro fue Manuel Otero y el encuentro se disputó en cancha de Newell's. La siguiente instancia, cuartos de final, enfrentó a Gimnasia de Rosario, y volvió a golear. Fue 4-1 sobre el equipo mens sana, Con dos de Laiolo, y uno de cada hermano Hayes.
En semifinales el rival fue Argentino de Quilmes, al que había vencido en la final de la Copa Competencia 1913. El partido no tuvo equivalencias y Central venció 7-0. El encuentro se disputó en la cancha de Gimnasia de Rosario, y el árbitro fue Emilio Rolón. Los goles fueron convertidos por Harry Hayes (en tres oportunidades), su hermano Ennis (en dos ocasiones), Antonio Blanco y Laiolo.

### Independiente
Por el lado de Independiente, ganador de la Zona de Bs. As., en primera ronda derrotó 3 a 1 a GEBA como visitante. En octavos de final doblegó 1 a 0 a Huracán, actuando también como visitante. En cuartos de final, el conjunto Rojo derrotó a Boca Juniors 1 a 0 en condición de local.
En las semifinales, los de Avellaneda le ganaron 2 a 1 a Central Córdoba de Rosario, y así se clasificaron para la final ante Central.

## Final
El partido final entre Rosario Central e Independiente se disputó el 12 de noviembre en la misma Avellaneda, pero en la cancha de Racing. El árbitro fue Hugo Gondra y el partido fue más parejo que los anteriores que había jugado Central. Igualmente el canalla logró imponer su juego y llegó al gol por intermedio de Ennis Hayes, quien marcó a los 36 minutos de la etapa inicial. Independiente no pudo revertir el marcador y así Central levantó su tercera copa a nivel nacional.
| POR | Ramón Moyano    |  |
| DEF | Zenón Díaz      |  |
| DEF | Ignacio Rota    |  |
| MED | Eduardo Blanco  |  |
| MED | Jacinto Perazzo |  |
| MED | Ernesto Rigotti |  |
| DEL | Antonio Blanco  |  |
| DEL | José Laiolo     |  |
| DEL | Harry Hayes     |  |
| DEL | Ennis Hayes     |  |
| DEL | José Clarke     |  |

| POR | Secundino Miguens    |  |
| DEF | Antonio Ferro        |  |
| DEF | Roberto Sande        |  |
| MED | Juan Cánepa          |  |
| MED | Ernesto Sande        |  |
| MED | Ernesto Scoffano     |  |
| DEL | Pascual Garré        |  |
| DEL | Ernesto Strittmatter |  |
| DEL | Alberto Cherro       |  |
| DEL | Aníbal Arroyuelo     |  |
| DEL | Gualberto Galeano    |  |

|  | 36' | Ennis Hayes |

|  |

| Árbitro | Hugo Gondra |

| POR | Ramón Moyano    |  |
| DEF | Zenón Díaz      |  |
| DEF | Ignacio Rota    |  |
| MED | Eduardo Blanco  |  |
| MED | Jacinto Perazzo |  |
| MED | Ernesto Rigotti |  |
| DEL | Antonio Blanco  |  |
| DEL | José Laiolo     |  |
| DEL | Harry Hayes     |  |
| DEL | Ennis Hayes     |  |
| DEL | José Clarke     |  |

| POR | Secundino Miguens    |  |
| DEF | Antonio Ferro        |  |
| DEF | Roberto Sande        |  |
| MED | Juan Cánepa          |  |
| MED | Ernesto Sande        |  |
| MED | Ernesto Scoffano     |  |
| DEL | Pascual Garré        |  |
| DEL | Ernesto Strittmatter |  |
| DEL | Alberto Cherro       |  |
| DEL | Aníbal Arroyuelo     |  |
| DEL | Gualberto Galeano    |  |

|  | 36' | Ennis Hayes |

|  |

| Árbitro | Hugo Gondra |

- Ficha del partido en RSSSF

| Predecesor: 1915 Campeón: Racing Club | Copa de Honor "Municipalidad de la Ciudad de Buenos Aires" 1916 Campeón: Rosario Central | Sucesor: 1917 Campeón: Racing Club |

|                                     |
|                                     |
| Campeón Rosario Central 1.er título |